# 维克拉姆历
维克拉姆历或旃陀罗历，尼泊尔官方历法。维克拉姆历在英文中称“Vikram Samvat”或“Bikram Samvat”，缩写为“V.S.”或“B.S.”。维克拉姆历据说是由传奇国王维克拉玛蒂亚所创的，他可能是一个来自摩腊婆部落的历史人物，该历法就是用他的名字来命名的。据说维克拉姆历是维克拉玛蒂亚在公元前56年战胜塞迦之后创造的，虽然有时会被错认为是超日王旃陀罗·笈多二世创造的。 
维克拉姆历比太阳历公历快56.7年。例如，维克拉姆历2056年始于公元1999年止于2000年。维克拉姆历新的一年开始于逻月新月后的第一天，通常在公历的三、四月间。从新年开始是一个历时九天的被称为“拉玛节”的九夜节（Navaratri）。在尼泊尔，维克拉姆历新年在公历四月中旬。
在印度，官方使用的是一种改良的塞迦历，但一直有让维克拉姆历代替塞迦历成为印度的国家历法的呼声。

## 深度阅读
- Harry Falk and Chris Bennett (2009). "Macedonian Intercalary Months and the Era of Azes." Acta Orientalia 70, pp. 197–215.
- "The Dynastic Art of the Kushan", John Rosenfield.